# Meromacrus cruciger
Meromacrus cruciger là một loài ruồi trong họ Ruồi giả ong (Syrphidae). Loài này được Wiedemann mô tả khoa học đầu tiên năm 1830. Meromacrus cruciger phân bố ở miền Tân bắc